# Torrlösa landskommun
Torrlösa landskommun var en tidigare kommun i dåvarande Malmöhus län. Folkmängden var 1 725 år 1921 och 1 600 invånare år 1931.

## Administrativ historik
Kommunen bildades i Torrlösa socken i Onsjö härad i Skåne när 1862 års kommunalförordningar trädde i kraft.
Vid kommunreformen 1952 uppgick kommunen i Marieholms landskommun som upplöstes 1971 då denna del uppgick i Svalövs kommun.

## Historik

### Beskrivning 1932 i Svenska orter: atlas över Sverige med ortbeskrivning
Torrlösa:  Landskommun i Malmöhus län, Onsjö härad, tillhör Röstånga landsfiskaldistrikt, Eslövs fögderi, Rönnebergs, Onsjö och Harjagers domsaga, Onsjö härads väghållningsdistrikt samt ingår som moderförsamling i Torrlösa och Norra Skrävlinge församlingars pastorat  i Lunds stift, Onsjö kontrakt. Kyrkan byggd år 1849; predikstol, orgelfasad och läktarskrank från 1600-talet.
Torrlösa är med norra och östra delen belägen på Söderåsens yttersta sluttning. Den övriga delen tillhör slättbygden. Jordmånen är god, särskilt i sydväst. Betydande lövskogar förekomma i öster. Där ligger Trolleholms herrgård. Vidare märkes i kommunen Vittskövle herrgård. Kommunikationer: Järnvägsstation i Trolleholm på Klippan—Eslövs järnväg. Busslinjer: Röstånga—Teckomatorp och Eslöv—Ask. 

### Byar
- Brödåkra,  By i Torrlösa kommun, tillhör Trolleholms fideikommiss 5 jordbruksfastigheter. Omfattar Bödåkra  nr 1, 7/16 mantal, areal 77,6 har, därav 66,1 åker, taxeringsvärde å jordbruksfastighet 65 000 kr. 4 mindre arrendegårdar, areal 122,1 hektar, därav 118 åker, taxeringsvärde å jordbruksfastighet 101 100 kr.
- Gryttinge By i Malmöhus län, Torrlösa kommun,  byn tillhör Trolleholms fideikommiss; taxeringsvärde  för  jordbruksfastigheter 697 600 kr fördelat å nedan specificerade gårdar och torp: Gryttinge  nr 1, 3/16 mantal, areal 39,9 hektar, därav 38,4 åker, taxeringsvärde å jordbruksfastighet 51 000 kr. Gryttingen nr 10, 11, 3/8 mantal, areal 57,1 hektar, därav 56 åker, taxeringsvärde å jordbruksfastigheten 72 300 kr. Gryttinge  nr 15, 3/16 mantal  areal 46,1 hektar, därav 44 åker, taxeringsvärde å jordbruksfastighet  53 300 kr. Gryttinge nr 2—9, 12—14, 2 1/16 mantal, bestående av 11 arrendegårdar, areal 302 har, därav 291,5 åker, taxeringsvärde för jordbruksfastigheterna  379 700 kr. 13 torp, med en areal 147,4 hektar (åker), taxerade till 141 300 kr. Andra fastigheter å 4 000 kr. Till Gryttinge hör dessutom 6 lägenheter taxerade till 24 500 kr som andra fastigheter. Telefon- och telegrafstation.
- Rävatofta By i Torrlösa kommun; 20 jordbruksfastigheter, 10 andra fastigheter. Taxeringsvärde å jordbruksfastigheter 377 100 kr., därav 372 500 jordbruksvärde och 4 600 skogsvärde, för andra fastigheter : 23 700 kr.
- Skällaröd, gårdar i Torrlösa kommun, 5,5 km nordost om kyrkan; 2 jordbruksfastigheter Taxeringsvärde å jordbruksfastigheterna 21 800 kr.
- Torrlösa kyrkby
- Vistofta, by i Torrlösa kommun, tillhör Trolleholms fideikommiss 9 jordbruksfastigheter. Taxeringsvärde å jordbruksfastigheter 329 100 kr.  Vistofta nr1, 2, 1/2 mantal, areal 55,6 har, därav 54 åker, taxeringsvärde å jordbruksfastigheten 62 400 kr. Vistofta nr 3, 4, 1/2 mantal, areal 51,2 hektar, därav 49,6 åker, taxeringsvärde å jordbruksfastighet 69 700 kr. Vistofta nr 5, 6, 1/2 mantal areal 53,2 har, därav 51 åker, taxeringsvärde å jordbruksfastighet 70 400 kr.  Vistofta  nr 7, 8, 1/2 mantal, torp, bestående av 2 arrendelotter och 4 torp, areal 108,6 hektar, därav 103,9 åker,  taxeringsvärde å jordbruksfastigheter 126 600 kr.
- Vittskövle Herrgård och by i Torrlösa kommun; 28 jordbruksfastigheter, 24 andra fastigheter. Taxeringsvärde för jordbruksfastigheterna 1 150 200 kr. För andrafastigheter 54 200. Till Trolleholms fideikommiss hörde följande fastigheter: Herrgården bestående av Vittskövle nr 11—13, 2 och 1/7 mantal, 5 gatuhus, areal 129,4 hektar, därav 123,4 åker, taxeringsvärde 243 300 kr. Vittskövle nr 13, del av 6/7 mantal, kallas Östergård, areal 62,3 hektaar, därav 61,4 åker, taxering 129 200 kr.  Vittskövle nr 13, del av 6/7 mantal och Östraby nr 7, 5/16 mantal, kallas Vittskövlefarm, areal 72,2 hektar, därav 70,7 åker, taxeringsvärde å fastigheten 150 000 kr.  Vittskövle nr 1, 199/1056 mantal och nr 3, 51/896 mantal, tillhör Carl V. Andersson, areal 36,5 hektrar (åker), taxeringsvärde å jordbruksfastigheten 83 900 kr. Vittskövle nr 2, 560/2048 mantal och nr 10, 1/16 mantal, äges av Pål Olsson; areal 32,3 har (åker), Taxeringsvärde å jordbruksfastigheten 74 200 kr. Vittskövle  nr 4, 5, 7, 19, 1 mantal, äges staten; areal 109,4 har (åker), taxeringsvärde å jordbruksfastigheten 236 600 kr.
- Östraby by i Torrlösa kommun; 14 jordbruksfastigheter 4 andra fastigheter. Till Trolleholms fideikommiss  hör alia jordbruksfastigheter enligt nedanstående: Östraby nr 4, 5/16 mantal, areal 62,8 hektar, därav 53 åker, taxeringsvärde å jordbruksfastigheten 72 300 kr. Östraby  nr 8,3, 6, 15/16 mantal, nr 17, gatehus, areal 71,4 har, därav 67,7 åker, taxeringsvärde å jordbruksfastigheter 128 300 kr. Kvarn taxeringsvärde å annan fastighet 4 000 kr. Östraby  nr 10, 1, 10/16 mantal, areal 43,6 har, därav 42,6 åker, taxeringsvärde 73 600 kr.  Östraby nr 11, 15, 10/16 mantal, areal 44,4 hektar, därav 43,3 åker, taxeringsvärde å jordbruksfastighet 89 500 kr. Östraby nr 12, 13, 15/32 mantal, areal 35,5 har, därav 34,5 åker, taxeringsvärde å jordbruksfastigheten 70 700 kr. Östraby  nr 14, 13, 15/32 mantal, areal 34,3 hektar, därav 33,3 åker, taxeringsvärde å jordbruksfastighet 63 600 kr. Östraby  nr 2, 5, 9, 15/16 mantal,  torp, bildar 3 arrendelotter och 5 torp; areal 176,2 har, därav 172,1 åker, 243 000k taxeringsvärde å jodrbruksfastigheterna,  Lägenheterna taxerade som andra fastigheter 12 000 kr.

### Hemman
- Allarp  gård i Torrlösa kommun, 3 km nordost om kyrkan, tillhör Trolleholms fideikommiss.  Omfattar Allarp nr 1, 3/8 mantal, del av Stora Gryderup nr 1, l/3 mantal areal 65,5 hektar (åker), taxeringsvärde  å jordbruksfastighet 88 400 kr. 4 torp, areal 36 har, därav 35,2 åker, taxeringsvärde å jordbruksfastigheter 29 900 kr.Till Allarp hör dessutom en smedja taxerad som annan fastighet  4 200 kr.
- Gryderup gård, jordlägenheter och andra lägenheter i Torriösa kommun, 5 km nordost om kyrkan, tillhör Trolleholms fideikommiss. Omfatta Gryderup nr 1, del av 1/3 mantal, gatehus bestående av 2 arrendelotter och 1 torp; areal 79,5 hektar, därav 79,4 åker, taxeringsvärde å jordbruksfastigheter 64 000 kr. samt för andra fastigheter 10 800 kr.
- Ingelstorp Gård i Torrlösa kommun, omfattar Ingelstorp nr 1, 1 mantal samt Torrlösa nr 10, 1/5 mantal, tillhör Trolleholms fideikommiss areal 136,9 har, därav 129,7 åker, taxeringsvärde å jordbruksfastighet 295 400 kr.
- Murhus  gård i Torrlösa kommun, 5,4 km nordost om kyrkan. Taxeringsvärde 33 400 kr.
- Pårup gård i Torrlösa kommun, 6,5 km nordost om kyrkan, tillhör Trolleholms fideikommiss, Omfattar Pårup nr 1, 7/16 mantal, nr 2, 1/3 mantal; areal 107 hektar, därav 104,2 åker, taxeringsvärde å jordbruksfastigheten 142 000 kr. Till Pårup hör dessutom 7 lägenheter taxeringsvärde som andra fastigheter 6 400 kr.
- Ramstorp gård i  Torrlösa kommun, 7,5 km ostnordost om kyrkan, tillhör Trolleholms fideikommiss. Omfattar Ramstorp nr 1, 1/2 mantal, 2 torp areal 83,1 hektar, därav 64,8 åker, taxeringsvärde å jordbruksfastigheten 65 200 kr.
- Storegård gård i Torrlösa kommun, 5 km norr om kyrkan. Omfattar Storegård nr 1, 13/16 mantal, ägare Elisabeth Wachtmeister; areal 140,5 hektar, därav 72,5 åker, 68 skog, taxeringsvärde 91 600 kr, därav 74 600 jordbruksvärde och 17 000 skogsvärde. Till Storegård hör dessutom 1 torp taxeringsvärde å jordbruksfärdighet 1 800 kr.
- Trolleholm  Herrgård i Torrlösa kommunn. Herrgården är huvudgård i Trolleholms fideikommissegendom, innehavare 1932 greve Gustaf Trolle-Bonde. Slott uppfört på 1760-talet på samma plats som den år 1538 grundlagda och 1678 av danskarna brända borgen; flyglar uppförda åren 1887—89, då även slottet restaurerades. Omfattar Trolleholm nr 1, 4 9/16 mantal. Huvudgården med utägor till samtliga fideikommisset hörande fastigheter inom kommunen; areal 777,7 hektar, därav 92,4 åker, 505 skog, taxeringsvärde å jordbruksfastigheten  483 600 kr, därav 284 600 jordbruksvärde och 199 000 skogsvärde, å andra fastigheter 3 000; utgården Hallsfarm, areal 167,6 har, därav 152,9 åker, taxeringsvärde  å jordbruksfastigheten 168 500 kr.; en arrendegård, areal 129,5 hektar, därav 124,5 åker, taxeringsvärde å jordbruksfastigheten 150 400 kr. 2 mindre arrendegårdar och 9 torp, areal 115,8 har, därav 112,7 åker, taxeringsvärde å jordbruksfastigheterna 117 800 kr,  kvarn taxeringsvärde annan fastighet 15 000 kr.
- Till Trolleholms fideikommiss höra dessutom följande fastigheter i Torrlösa kommun: Allarp nr 1, 3/8 mantal, Brödåkra nr 1 mantal, 7/16, Gryderup nr 2, !/3 mantal, Gryttinge nr 1—15, 3 och  3/32 mantal, Ingelstorp nr 1, 1 mantal, Murhus nr 1, torp, Pårup nr 1, 2, 37/48 mantal, Ramstorp nr 1, 1/2 mantal, Skällaröd nr 1, 1/6 mantal, Storegård nr 1, torp, Torrlösa nr 2—9, 11—16, 3 mantal, Vivenröd nr 1, 1/4 mantal, Vistofta nr 1—9 2 mantal, Vittskövle nr 11—13, 3 mantal, Äppeltofta nr 4, torp, Östraby nr 1—15, 4 och 11/16 mantal   åtskilliga torp, areal 3 077 hektar, därav 2 941,4 åker, taxeringsvärde å jordbruksfastigheter 4 308 100 kr, å andra fastigheter  20 300.
- i Billinge kommun: Bäringe nr 1, 9/16 mantal, Ekeröd nr 1, 7/16 mantal, Gunnaröd nr 4, l/28 mantal, Killeröd nr 1, 2, 2/3 mantal, Ströröd nr 1, 1/4 mantal, Toarp nr 1, 7/16 mantal, Värslätt nr 1, 9/16 mantal, areal 1224 har, därav 595 åker, 562 skog, taxeringsvärde å jordbruksfastigheter 896 600 kr.;
- i Bosarps kommun: Boarp nr 1, 2, 19/32 mantal, Finsbohus nr 1, torp, Hjälmaröd nr 1, 1/2:mantal, Långaröd nr 1—3, 13/16 mtl, Pingmöllan nr 1, torp, Sonnarp nr 1, 5/16 mantal, Urtahus nr 1, gatuhus, torp, areal 881,6 har, därav 571,2 åker, 214 skog, taxeringsvärde å jordbruksfastigheter 826 400 kr.;
- i Konga kommun: Norra Djurup nr 1, 2, 21/32 mantal. Södra Djurup nr 3, 9/32 mtl, Rössle nr 1, 3/16 mantal, Täckarehus nr 5, gatesus, areal 218,5 har, därav 191 åker, 12 skog, taxeringsvärde å jordbruksfastighetr 226 400 kr.;
- i Asks kommun: Lilla Röke (Mölleröka) nr 1, 7/16 mantal, Stora Röke (Rökaholm) nr 1—3, 5/8 mantal,, areal 358,6 har, därav 209,6 åker, 130 skog, taxeringsvärde å jordbruksfastigheter 263 500 kr.
- i Stehags kommun: Stehag nr 5—8, 10, 2 och 13/24 mantal, areal 211,6 hektar, därav 188,5 åker, 11 skog, taxeringsvärde å jordbruksvärde 285 600 kr, å andra fastigheter 18 200.
- Hela fideikommissets areal 7 161,9 har, därav 5 179,2 åker, 1 434 skog, taxeringsvärde  7 726 900 kr, å andra fastigheter 56 500. Dessutom hör till Trolleholm 6 lägenheter taxerade som annan fastighet till 38 300 kr.
- Vivenröd  kallas Skönabäck, gård i Torrlösa kommun. Omfattar Vivenröd nr 1, 1/4 mantal, tillhör Trolleholms fideikommiss areal 118,9 hektar, därav 114,8 åker, taxeringsvärde å jordbruksfastigheten 126 200 kr. Dessutom torp taxerade å jordbruksfastighet 2 800 kr.

### Skatteförhållanden, taxerad inkomst och utdebitering, tillgångar och skulder
Taxeringsvärde å skattepliktig fastighet (1930) för jordbruksfastigheterna  6 585 300 kr, varav 6 364 100 jordbruksvärde och 221 200 skogsvärde, å andra fastigheter 295 500. Taxeringsvärde å skattefri fastighet (1930): för andra fastigheter tillhörig kommuner med flera 173 800 kr., varav kyrka 70 000, 5 folkskolor 48 800, bostadshus i kommungården 40 000 och epidemisjukhus 2 500. 
Till kommunal inkomstskatt taxerad inkomst (1930): svenska aktiebolag och solidariska bankbolag 1 760 kr., andra skattskyldiga 838 020. Antal skattekronor (1931): 8 816. Kommunalskatt (1931): 4,40 kr., varav borgerliga kommunen 2,65, kyrkan 0,85 och skolan 0,90. Landstingsskatt (1931): 2,20 kr. Vägskatt (1931): 0,25 kr. per fyrk. 
Tillgångar (31/12 1928): borgelrig kommun 74 453 kr., varav fastigheter 44 500, kyrklig kommun 92 304, varav fastigheter 85 000. Skulder (3l/l2 1928): borgerlig kommun 73 890 kr., kyrklig kommun 8 366.

### Jordbruket
Areal (1931): 5 302 hektar, varav 5 269 land. Ägoslag i hektar (1927): åker 4 108, skogsmark 640, annan betesäng 296, slåtteräng 18, trädgård 15, ordnad betesäng 6, och övrig mark 186
Antal brukningsdelar (1927): 163.  Åkerjordens fördelning i antal hektar (1927): vall 1 118, havre 652,  blandsäd 522, vete 476 hektar, foderrotfrukter 269, gr8nfoder 241, råg 225, korn 160, sockerbetor 82, potatis 53,  baljväxter 23,  andra växtslag. 2 och träda 285. 
Husdjur (1927): svin 1 965, nötkreatur 2 698, hästar 633, får 277, getter 3, fjäderfän 11 352 och bisamhällen 50.

## Skolväsende

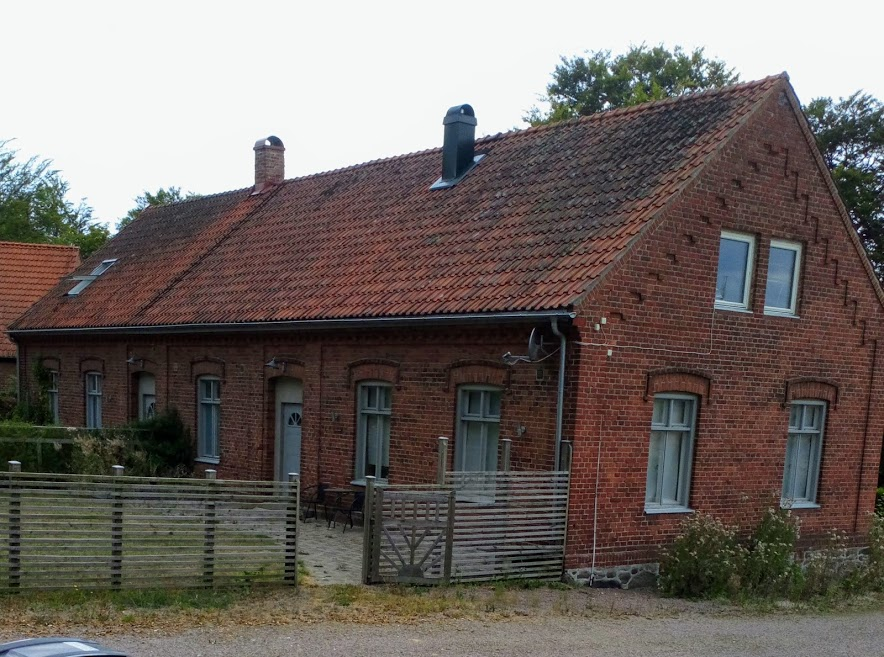
Torrlösa skola

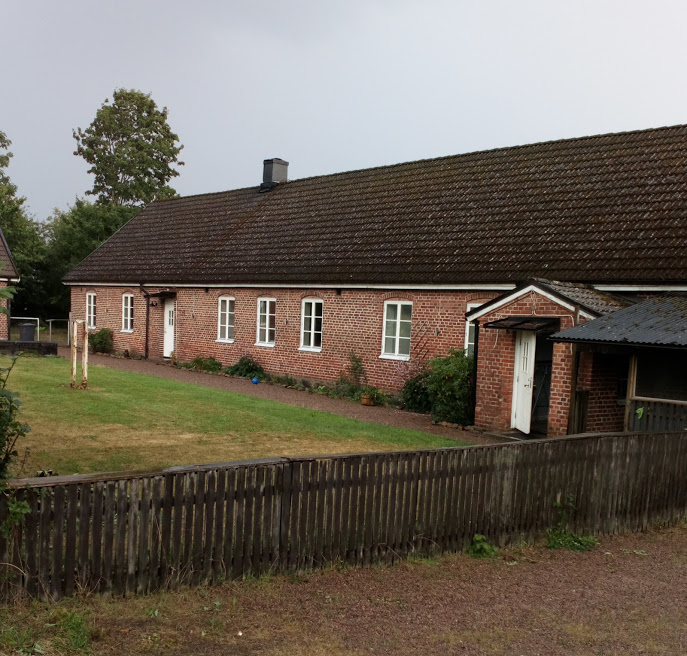
Gryttinge skola.

Enligt Skånes Kalender 1878 ägde kommunen 2 fasta folkskolor med 2 ordinarie lärare D Eriksson i Torrlösa och C Larsson i Gryttinge. Dessutom 3 mindre fasta folkskolor med tre lärararinnor och 2 småskolor med 2 lärararinnor. 5 skolhus var kommunens och 2 var hyrda lokaler. Planteringslanden var 2 till antalet och låg vid de högre folkskolorna. Kommunens skolutgifter utgjorde 1876 4 200 kr  samt ett statsanslag på 1 375 kr summa 5 575kr. 3 665 var lönekostnader, lokaler och inventarier kostade 617 kr, material 28 kr och övrigt 1 106 kr. Antalet barn i skolåldern var 372 stycken varav 142 i folkskolan, 125 i mindre folkskola samt 65 som undervisades i hemmen. (Summan stämmer inte 40 elever saknas?)
1932 hade kommunen 5 skolor.  
- En av skolorna låg kyrkbyn, Torrlösa skola, och var byggd 1890 i rött tegel. (se bild) Efter att den upphört som skola var den församlingshem till 2009 och sedan dess är den privatbostad.
- Trolleholm hade likaså en skola. Den används sedan 2009 av Trolleholms Trollungar AB är ett helägt dotterbolag under Trolleholms Gods AB. Trollungarna startade i augusti 2009 och bedriver förskole- och fritidsverksamhet i Trolleholms gamla skola.[4]
- Gryttinge hade en skola också en röd tegelbyggnad som numera är privatbostad. (se bild).
- Vittskövle by hade också en skola.[5]
- Den femte skolan låg i byn Rävatofta.[6]

## Politik

### Mandatfördelning i Torrlösa landskommun 1938-1946
| 10 | 10 |

| 20 |

| 10 | 10 |

| 19 |

| 8 | 12 |

| 19 |